# 釜馬民主抗争
釜馬民主抗争（ぶまみんしゅこうそう）は、朴正煕・維新政権下の韓国（第四共和国時代）において最大野党であった新民党総裁の金泳三の議員職除名案が大韓民国国会で半ば強引に通過された事件（金泳三総裁議員職除名波動）を発端として、金総裁の地元である釜山直轄市（現釜山広域市）と隣接する馬山市（現昌原市）で学生・市民が反独裁・民主化を要求した大規模デモである。1979年10月16日から20日にかけて発生した。

## デモの背景
釜山と馬山でデモが発生した背景には、経済的、政治的な原因がある。
経済面では、韓国では1978年から付加価値税が導入され、一般市民の日常における納税負担が高まった。また、当時の釜山一帯は靴、食品、繊維産業といった軽工業が発達した地域だったが、第二次オイルショックの発生で原油価格が高騰したため、輸入原料の加工貿易に依存していた地域経済は大打撃を受けた。この二重苦によって釜山一帯は韓国内でも特に景気が悪化した地域となっており、1979年の不渡り発生率はソウル特別市の3倍に達していた。そのため、当時の釜山一帯は広範囲な社会階層から政府に対する不満が集まりやすい環境にあった。
経済と共に、政治面でも状況が悪化した。1979年の韓国の政局は、8月のYH事件、及び9月の金泳三総裁職資格停止事件をきっかけに緊迫の度合いが強まっていた。こうした最中の9月10日、釜山を地盤とする金泳三新民党総裁は朴政権を不法・無法政権であると糾弾し、政権打倒のための国民的闘争を行うことを宣言した。また9月16日のニューヨーク・タイムズとの会見で朴政権の退陣のためにアメリカ政府の圧力を期待すると言明した。これに反発した政府与党は、10月4日に国会で金総裁の除名動議案を与党（民主共和党と維新政友会）単独で強行可決した。金総裁の議員職が失われたことに対し新民党は態度を硬化させ、党所属議員66名全員の登院拒否と議員辞職することを決定して国会に辞表を提出（13日）した。また、第二野党である民主統一党もこれに同調して議員3名全員の辞表を共に提出した。（この一連の出来事を金泳三総裁議員職除名波動と言う。）こうして政局は緊迫の度合いをより一層強めることとなった。
釜馬抗争はこうした背景の下で発生した。

## デモの経過と影響
10月16日、釜山大学と東亜大学の学生3000名余りが釜山市内でデモを行った。これに市民が合流し、同日午後8時頃には市庁前に集結した学生と市民、3000名以上が「維新撤廃」「独裁打倒」「野党弾圧の中止」のスローガンを訴えながら、警察と対峙、衝突する事態に発展した。群集は派出所や政府系新聞社、税務署など官公庁の建物へ投石、警察車両に放火するなど翌17日午前2時まで激烈なデモを展開した。あくる17日夜も、市内中心部でデモが続き、警察車両や派出所が破壊あるいは放火された。
朴政権は、大規模デモが発生する直前の10月4日に地下組織の「南朝鮮民族解放戦線（南民戦）準備委員会」（南民戦）を摘発（南民戦事件）していた為、二日間にわたって釜山市内で展開されたデモの背後には南民戦の残党がいると考えて「騒乱」の強硬的な鎮圧行動に出た。政府は18日午前0時を期して釜山一円に非常戒厳令を宣布し、釜山大学と東亜大学の休校処分、夜間外出禁止令の2時間延長など8項目の布告を出すと共に、市内に韓国陸軍特殊戦司令部の空挺部隊を投入してデモを鎮圧した。
釜山での「騒乱」鎮圧の直後の10月20日、釜山に隣接する馬山市において、慶南大学学生と市民による大規模デモが発生した。デモ隊は反政府スローガンを叫びながら、警官隊と衝突し、共和党の党舎や公共建造物等に投石するなどした。これに対し政府は、馬山及び昌原一帯に衛戍令を発動、軍隊を出動して鎮圧すると共に、慶南大学と慶南産業専門大学に無期休校措置を下すと共に、該当区域の夜間通行禁止時間も2時間延長した。
釜山と馬山における大規模デモの続発によって、韓国の政局は不安定な状態に陥った。そして、朴政権内部でも釜馬事態の発生原因と収拾方法を巡り、穏健派の金載圭KCIA部長と強硬派の車智澈大統領府警護室長との間で対立が深まった為、10月26日の朴大統領暗殺の導火線となった。

## 記念日制定
2013年「釜馬民主抗争関連者の名誉回復及び補償等に関する法律（釜馬抗争補償法）」が制定。これを機に同事件の記念日制定を推進する声が高まる。
2017年2月、昌原市が10月18日を昌原市記念日に制定。
慶南知事・両市長らを中心とした国家記念日制定のための推進委員会が2018年10月に発足。日付については最初の街頭デモを行った16日を主張する釜山側と、馬山に抗争が拡大した18日を主張する昌原側が以前から対立していたが、専門家の意見を取り入れるなどして16日で合意した。昌原側が折れたのは翌年の40周年を国家記念日として迎えることを優先したためである。
2019年9月、行政安全部が10月16日を国家記念日に指定。同年から記念行事を政府主管で催すようになった。